# Classe Concorde
Les frégates de classe Concorde ont été dessinées par Henri Chevillard pour la Marine royale française. De la famille des frégates de 12, elles sont armées de vingt-six canons de 12 livres et six canons de 6 livres. Quatre navires ont été construits entre 1778 et 1779 et ont servi durant la guerre d'indépendance des États-Unis et les guerres de la Révolution française. Un quatrième navire, réplique de l'Hermione, a été construit entre 1997 et 2014.
L’Hermione est connue pour avoir conduit le marquis de La Fayette aux États-Unis en 1780, lui permettant de rejoindre les insurgés américains en lutte pour leur indépendance.

## Navires
- Concorde

Arsenal : Rochefort
Début : avril 1777
Lancement : 3 septembre 1777
Armement : janvier 1778
La Concorde a été capturée par la marine royale anglaise le 15 février 1783, puis renommé HMS Concorde. Le navire a été vendu le 21 février 1811 en vue de sa destruction.
- Courageuse

Arsenal : Rochefort 
Mise en chantier : septembre 1777 
Lancement : 28 février 1778 
Armement : avril 1778 
La Courageuse a été capturée par le HMS Centaur au cours de la bataille navale du 18 juin 1799.
- Hermione

Arsenal: Rochefort
Mise en chantier : mars 1778
Lancement : 28 avril 1779
Armement : juin 1779
L'Hermione s'est échouée et a coulé au large du Croisic le 20 septembre 1793, à cause d’une faute du pilote.
- Fée

Arsenal: Rochefort
Mise en chantier :
Lancement :
Armement :
Réplique du XXIe siècle :
- Hermione

Arsenal : Rochefort
Mise en chantier : 1997
Lancement : 2014